# Synanthedon chrysonympha
Synanthedon chrysonympha is een vlinder uit de familie wespvlinders (Sesiidae), onderfamilie Sesiinae.
Synanthedon chrysonympha is voor het eerst wetenschappelijk beschreven door Meyrick in 1932. De soort komt voor in het Afrotropisch gebied.